# S͟h
Cette page contient des caractères spéciaux ou non latins. S’ils s’affichent mal (▯, ?, etc.), consultez la page d’aide Unicode.
Pour les articles homonymes, voir SH.
S͟h (minuscule s͟h) est un digramme de l'alphabet latin utilisé dans certaines romanisations. Il est composé de la lettre S et la lettre H avec un double macron souscrit.

## Utilisation
Le s͟h est utilisé dans la romanisation de l’arabe de l’Encyclopédie de l’Islam pour translitérer le s͟hāʾ ‹ ش ›.
Dans la romanisation BGN/PCGN 2017 du pachto, le digramme zh double macron souscrit ‹ z͟h › est utilisé pour translittérer la lettre s͟he ‹ ښ ›.
Dans la romanisation BGN/PCGN 2011 de l’abkhaze, le digramme sh double macron souscrit ‹ s͟h › est utilisé pour translittérer la lettre cha ‹ ш ›.

## Représentation informatique
Il peut être représenter avec le diacritique double macron souscrit ‹ s͟h › ou avec le diacritique trait souscrit ‹ s̲h̲ ›.